# Свазиленд на Светском првенству у атлетици у дворани 2022.
Свазиленд је учествовао на Светском првенству у атлетици у дворани 2022. одржаном у Бирмингему од 1. до 4. марта. Репрезентацију Свазиленда на њеном дванаестом учествовању на светским првенствима у дворани представљао је један атлетичар који се такмичио у трци на 60 метара.,
На овом првенству такмичар Свазиленда није освојио ниједну медаљу али је оборио национални и лични рекорд.

## Учесници
Мушкарци:
- Бенеле Симфиве Дламини — 60 м

## Резултати

### Мушкарци
| Атлетичар              | Дисциплина | Лични рекорд | Квалификације | Квалификације | Полуфинале           | Полуфинале           | Финале               | Финале       | Детаљи |
| Атлетичар              | Дисциплина | Лични рекорд | Резултат      | Место         | Резултат             | Место                | Резултат             | Место        | Детаљи |
| ---------------------- | ---------- | ------------ | ------------- | ------------- | -------------------- | -------------------- | -------------------- | ------------ | ------ |
| Бенеле Симфиве Дламини | 60 м       |              | 6,98 ЛР       | 6. у гр. 7    | Није се квалификовао | Није се квалификовао | Није се квалификовао | 41 / 43 (50) |        |